# 十二學院

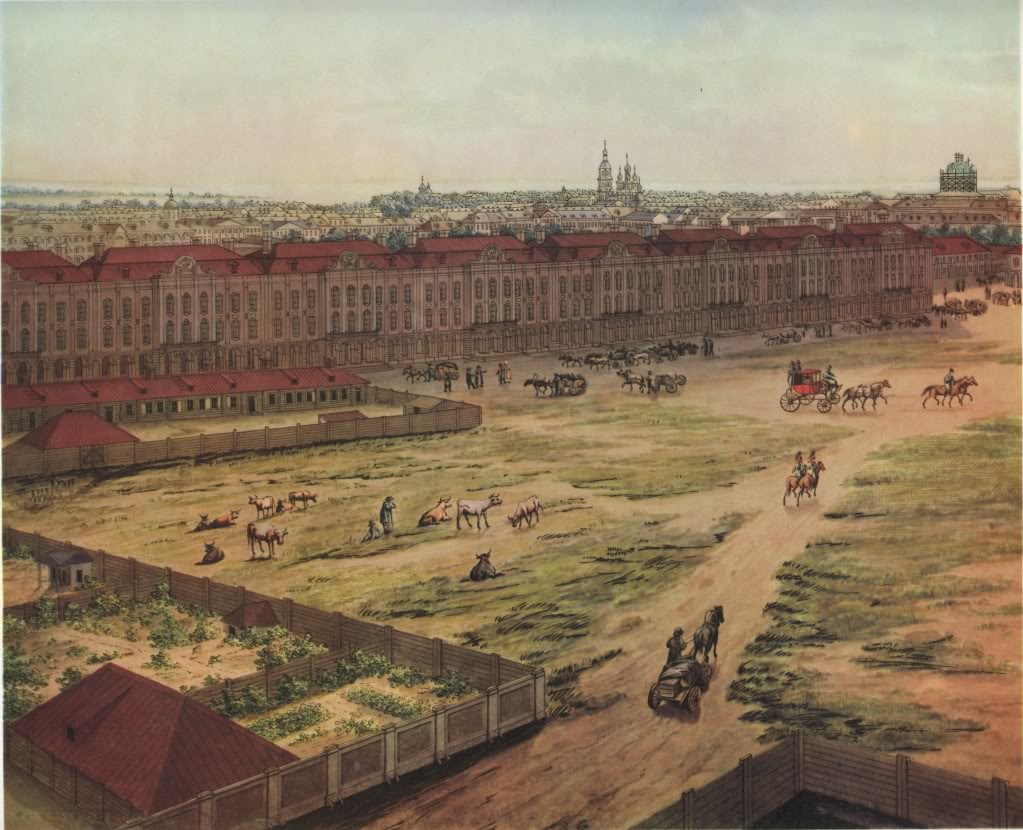
1820年的十二學院

十二學院（俄语：Двeнaдцaть Коллегий）是聖彼得堡最大的彼得大帝時代巴洛克建築群，由Domenico Trezzini設計，修建於1722年至1744年。十二座建築均為三層紅磚建築，長400米至440米。

## 外部連結
- 维基共享资源上的相關多媒體資源：十二學院

59°56′30″N 30°17′57″E / 59.9416°N 30.2993°E
1. ↑  300 years of Saint Petersburg: Swiss architecture on the Neva. Twelve Colleges （页面存档备份，存于） Pg. 1.